# Auris
 Auris  es una población y comuna francesa, en la región de Ródano-Alpes, departamento de Isère, en el distrito de Grenoble y cantón de Le Bourg-d'Oisans.
- Datos: Q305416
- Multimedia: Auris / Q305416

1. ↑  Worldpostalcodes.org, código postal n.º 38142.
2. ↑  INSEE, Datos de población para el año 2012 de Auris (en francés).